# Helina wilhelmensis
Helina wilhelmensis är en tvåvingeart som beskrevs av Shinonaga 1998. Helina wilhelmensis ingår i släktet Helina och familjen husflugor. Inga underarter finns listade i Catalogue of Life.